# John Kingsbury Elgee
Pour les articles homonymes, voir Wilde.
John Kingsbury Elgee, (né à Dublin en 1812 et mort à la Nouvelle Orléans le 7 octobre 1864), était un avocat, un politicien et un membre du mouvement confédéré pendant la guerre civile américaine.
Il était le neveu du romancier et dramaturge Charles Robert Maturin, le frère de la poétesse irlandaise et militante pour l'indépendance de l'Irlande Jane Wilde et l'oncle de l'homme de lettres Oscar Wilde. Le contexte idéologique de la famille d'Oscar Wilde, et notamment l'héritage sécessionniste de son oncle John Kingsbury Elgee, eut des répercussions sur ses convictions politiques.

## Biographie

### La jeunesse irlandaise
John était le second des quatre enfants de Charles Elgee (1783–1825), notaire à Wexford, et de Sarah Kingsbury (-1851). Le mariage fut célébré le 23 décembre 1809 à l'église St Iberius de Wexford par le révérend Richard Waddy Elgee (1788-1865), frère de Charles et dont l'attrait pour la poésie a pu affecter les enfants de ce dernier. La vie familiale des Elgee était tumultueuse et instable, notamment à cause de leurs fréquents changements d'adresse et des dettes accumulées par Charles. Sarah Kingsbury se vit dans l'obligation d'élever seule ses trois enfants survivants, Emily, John et Jane (son second fils Francis étant décédé en 1815) à la suite du départ de son époux. La dernière mention de Charles Elgee fut faite le 4 février 1825 dans un article de la rubrique nécrologique du Freeman’s Journal.

L'arrière-grand-père des enfants Elgee était un italien arrivé à Wexford au XVIIIe siècle. Le nom de famille Elgee est l'anglicisation de Aljoi ou Algiati. 

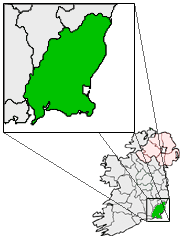
Localisation du comté de Wexford.

John étudia brièvement à Trinity College. Il épousa Matilda, de dix ans son aînée, avec qui il eut une fille en 1830, Eliza Marie, aussi appelée "Bessie". En 1831, la nouvelle famille de John quitta l'Irlande pour les États-Unis, après avoir embarqué à bord du bateau the Plainter à Belfast pour la Nouvelle Orléans.

### L'ascension américaine

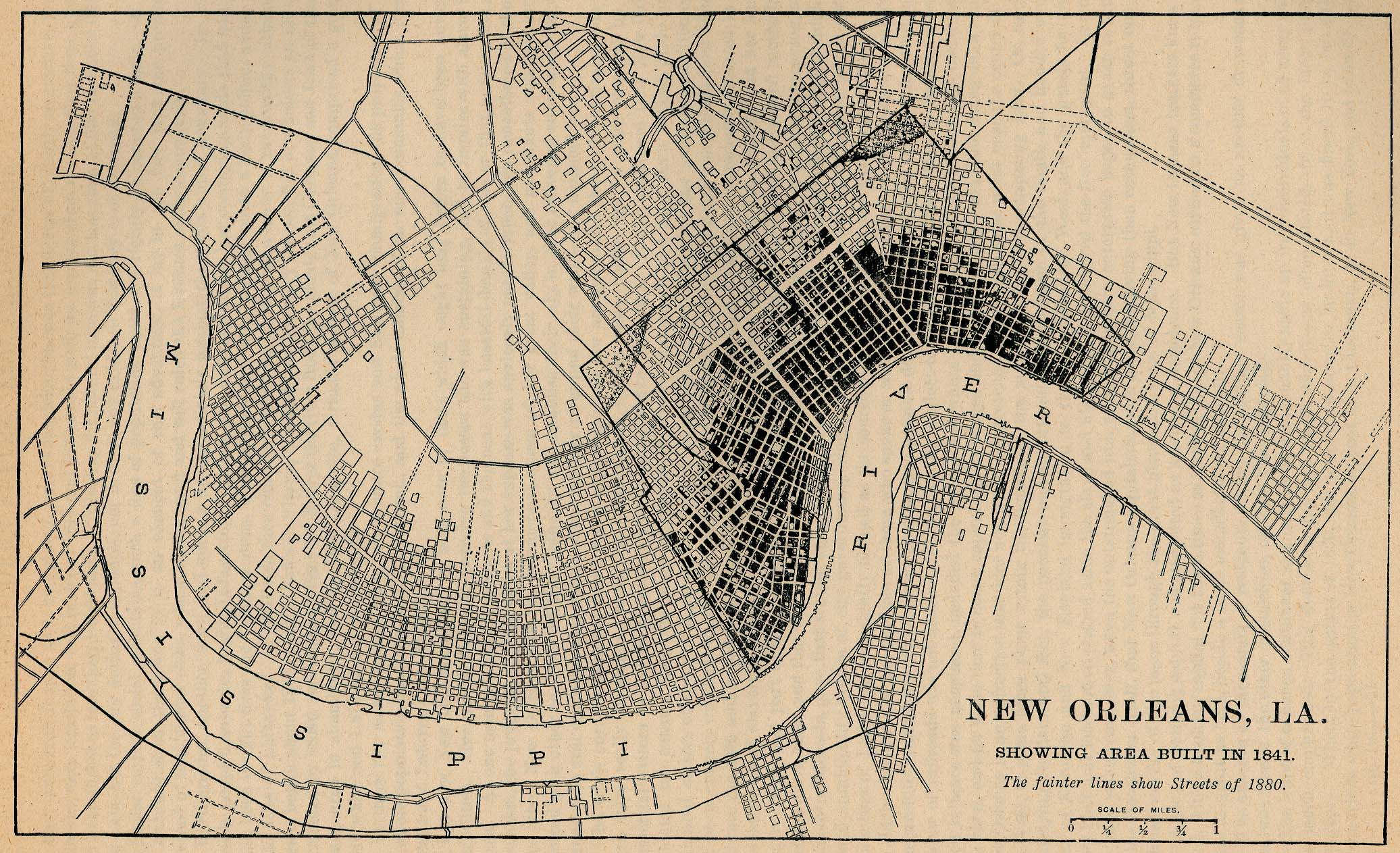
La Nouvelle-Orléans entre 1841 et 1880.

En 1835, son épouse Matilda décéda et John se remaria à Marie Francoise Laulette LeDoux (1796-1867), veuve aisée de Thomas Charles Scott et de seize ans son aînée. L'année suivante naquit leur fils unique Charles LeDoux Elgee qui, plus tard, étudia à la Harvard Law School. Il fut ensuite nommé secrétaire privé du ministère américain à Mexico.
C'est en Louisiane que John fit fortune : à l'âge de 38 ans, il était propriétaire d'une plantation de canne à sucre et de treize esclaves âgés de 3 à 55 ans. Il devint rapidement un notable de la Nouvelle-Orléans et un avocat respecté, affectueusement surnommé "Juge Elgee". En 1860, son patrimoine était estimé à 405 000 $. Il fit ensuite l'acquisition de deux plantations supplémentaires le rendant propriétaire d'un domaine de près de 3885 hectares (soit 9600 acres) et de 515 esclaves.

### L'implication dans la guerre de Sécession

Le drapeau confédéré de la Louisiane, conçu par John Kingsbury Elgee en février 1861.

Dès le début de la guerre civile américaine en 1861, John Kingsbury Elgee prit la tête d'un mouvement séparatiste local. Il signa l'Ordonnance de Sécession de Louisiane en 1861, déclarant l'état souverain et indépendant des États-Unis.
John participa également à la création du drapeau confédéré de l’État de Louisiane : selon lui, les treize bandes horizontales et la grande étoile devaient symboliser "l'étoile de la Louisiane [qui] est apparue pour prendre sa place dans le firmament politique" (the star of Louisiana [that] has arisen to take her place in the political firmament).
Pendant la guerre, John fut le compagnon et le conseiller civil du Général Richard Taylor. Son fils Charles rejoignit la milice de Louisiane et servit le Général en tant que chef d'état-major.
À la fin de la guerre, une rumeur circula au sujet de John selon laquelle celui-ci aurait prêté serment de loyauté à la cause unioniste, trahissant ainsi ses revendications passées. En signe de représailles, sa maison aurait donc été incendiée.

### Les dernières années et l'héritage
En 1864, Charles LeDoux Elgee fut fait prisonnier par le camp ennemi en tentant de venir au secours de l'un de ses compagnons, en pleine saison de fièvre. Il ne mit pas longtemps à tomber malade. Ce fut durant la captivité de son fils que John Kingsbury Elgee décéda, à l'âge de 52 ans. Quelques mois plus tard, le 13 novembre de la même année, Charles rejoignit son père dans la tombe, à l'âge de 28 ans. À Dublin, Jane Wilde prit le deuil et pleura son frère et son neveu.
L'ascension de John lui permit d'être élevé au rang de héros national. Le New York Times le présenta comme l'"un des gentlemen les plus accomplis du pays" (one of the most accomplished gentlemen in the country).
Sa fille Eliza Marie épousa en Irlande Edmund Gaussen avec qui elle eut quatre enfants. Elle décéda en Angleterre en 1918.
Ses propriétés foncières, qui représentaient près d'1 million de dollars, furent en grande partie détruites par les fédéralistes. Il fut plus tard révélé que sa fortune reposait sur des prêts, qu'une grande partie de ses biens était hypothéquée et que John Kingsbury Elgee vivait, en réalité, à crédit. Comme son père Charles, John était endetté, tout comme le seront plus tard ses neveux Willy et Oscar. À sa mort, ses descendants eurent à se partager un héritage de 10 250 $.

Dix-huit ans plus tard, ce fut au tour de son neveu Oscar Wilde, le fils de sa sœur Jane, d'embarquer pour les États-Unis où il arriva le 3 janvier 1882. Le jeune homme donna, pendant plus d'un an, un grand nombre de conférences, notamment au sujet du mouvement esthétique (the English Renaissance) dont il était le nouveau représentant. Sa filiation avec John Kingsbury Elgee lui permit notamment de gagner en crédibilité et en audience dans le Sud. Oscar fut présenté comme "un neveu de notre ancien prestigieux concitoyen" (a nephew of our former distinguished fellow-citizen) et on fit crédit de son talent "sur la garantie des compétences reconnues de son oncle" (upon the faith of his uncle's recognized ability).

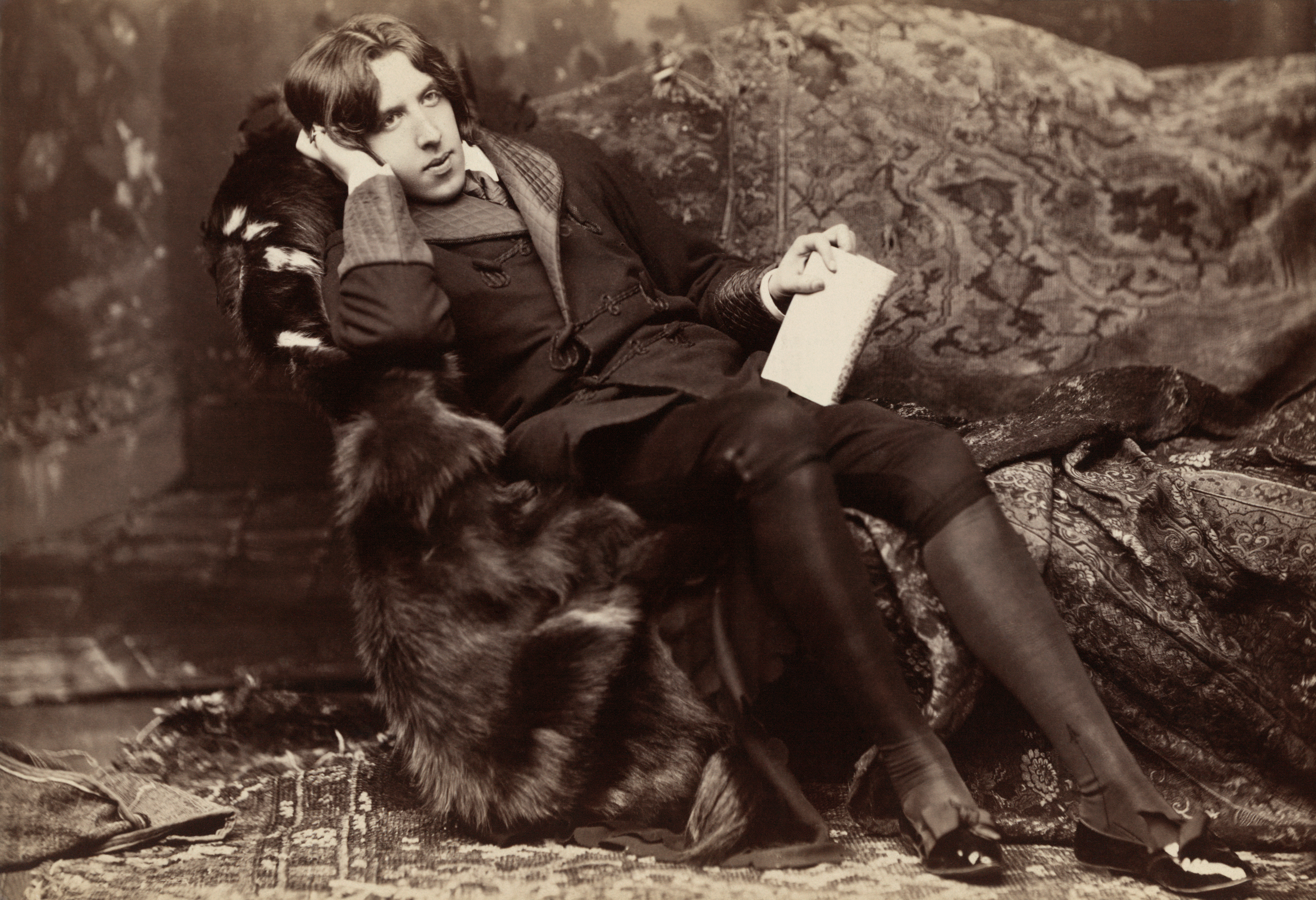
Oscar Wilde, photographié en 1882 par Napoleon Sarony, son photographe attitré lors de sa tournée américaine.

La biographie Making Oscar Wilde, publiée en 2018 et rédigée par Michèle Mendelssohn, rappelle le rôle important joué par John Kingsbury Elgee dans le rapport d'Oscar Wilde à son identité ethnique, notamment lorsque celui-ci fut confronté au racisme anti-irlandais d'un certain nombre d'américains lors de sa tournée de conférences.